# Reeserward

Frühere Lage (bis 1969) von Reeserward im Amt Rees-Land

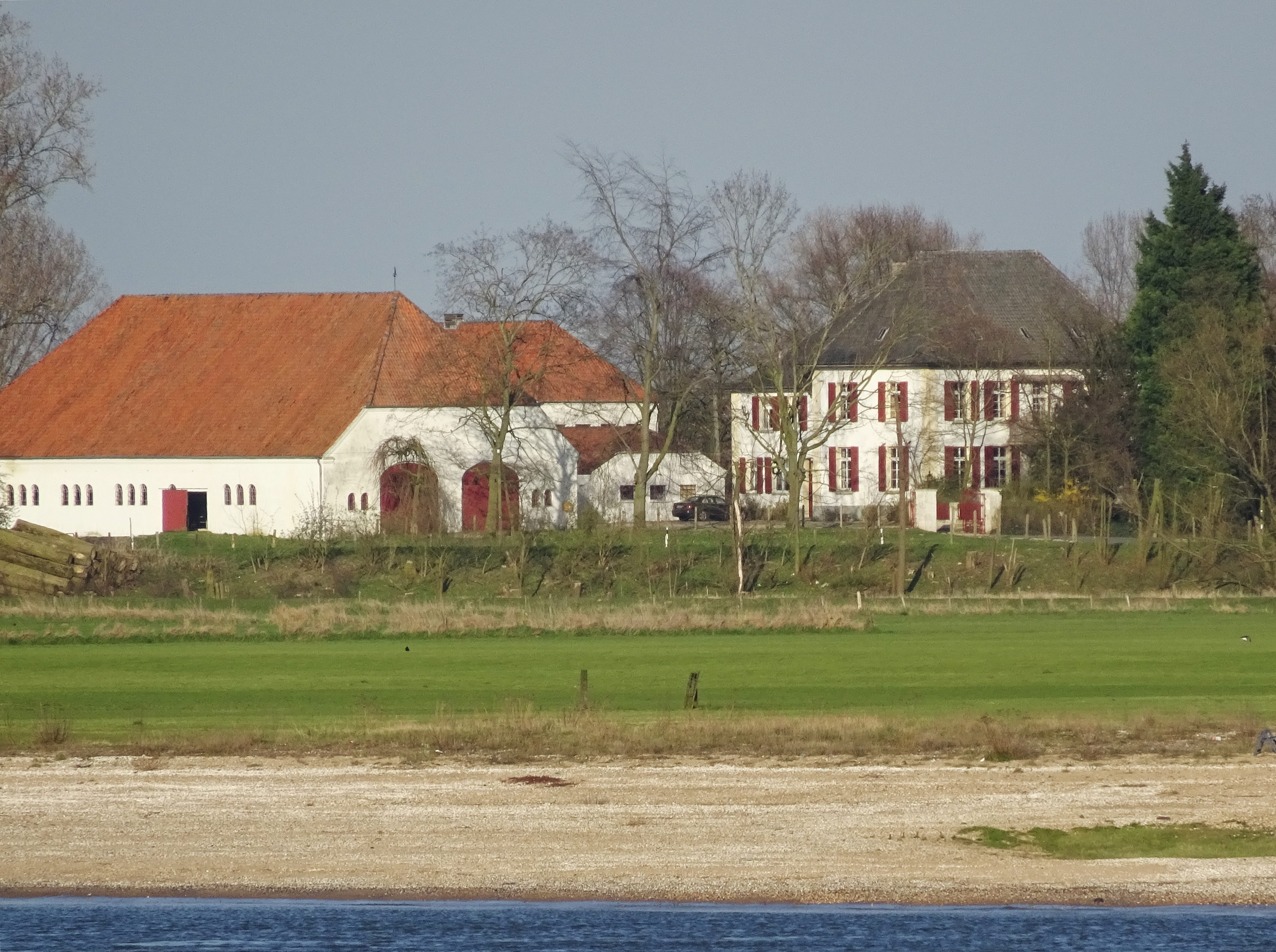
Reeserward

Reeserward ist ein Ortsteil der Stadt Rees im Kreis Kleve in Nordrhein-Westfalen. Bis 1969 war Reeserward eine eigenständige Gemeinde im damaligen Kreis Rees.

## Geographie
Reeserward liegt von der Reeser Kernstadt aus gesehen stromabwärts am rechten Rheinufer. Der aus einer alten Bauerschaft hervorgegangene Ortsteil ist eine landwirtschaftlich geprägte Streusiedlung und nur sehr dünn besiedelt. Die ehemalige Gemeinde Reeserward besaß eine Fläche von 5,8 km². Nachbardörfer sind Esserden und Grietherbusch. Nahegelegene Naturgebiete sind Grietherorter Altrhein und Bienener Altrhein. Am anderen Ufer liegt Kalkar-Hönnepel.

## Geschichte
Seit dem 19. Jahrhundert bildete Reeserward eine Landgemeinde in der Bürgermeisterei Rees-Land (seit 1928 Amt Rees-Land) im Kreis Rees im Regierungsbezirk Düsseldorf.
Im  Zweiten Weltkrieg fand im März 1945 in Höhe Reeserward eine der Rheinüberquerungen der alliierten Streitkräfte im Rahmen der Operation Plunder statt.
Am 1. Juli 1969 wurde Reeserward durch das Gesetz zur Neugliederung von Gemeinden des Landkreises Rees in die Stadt Rees eingegliedert.

## Einwohnerentwicklung
| Jahr | Einwohner | Quelle |
| ---- | --------- | ------ |
| 1832 | 88        | [ 4 ]  |
| 1861 | 92        | [ 2 ]  |
| 1871 | 92        | [ 5 ]  |
| 1885 | 94        | [ 6 ]  |
| 1910 | 90        | [ 7 ]  |
| 1925 | 97        | [ 1 ]  |
| 1939 | 74        | [ 8 ]  |

## Kultur
Ein Träger des örtlichen Brauchtums ist die St.-Irmgardis-Schützenbruderschaft Esserden–Reeserward–Speldrop.

## Bildergalerie

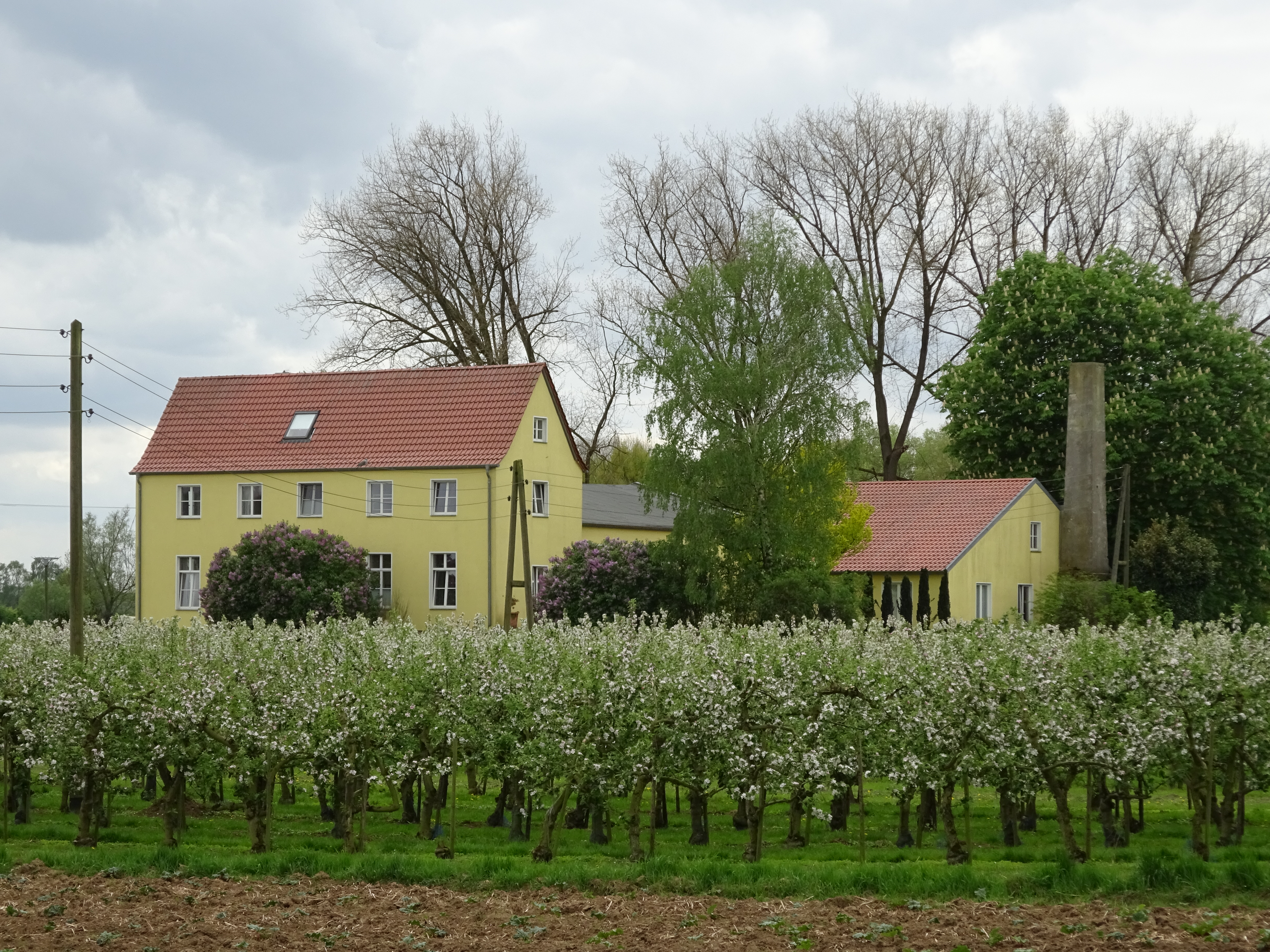
Hof, Reeserward 11
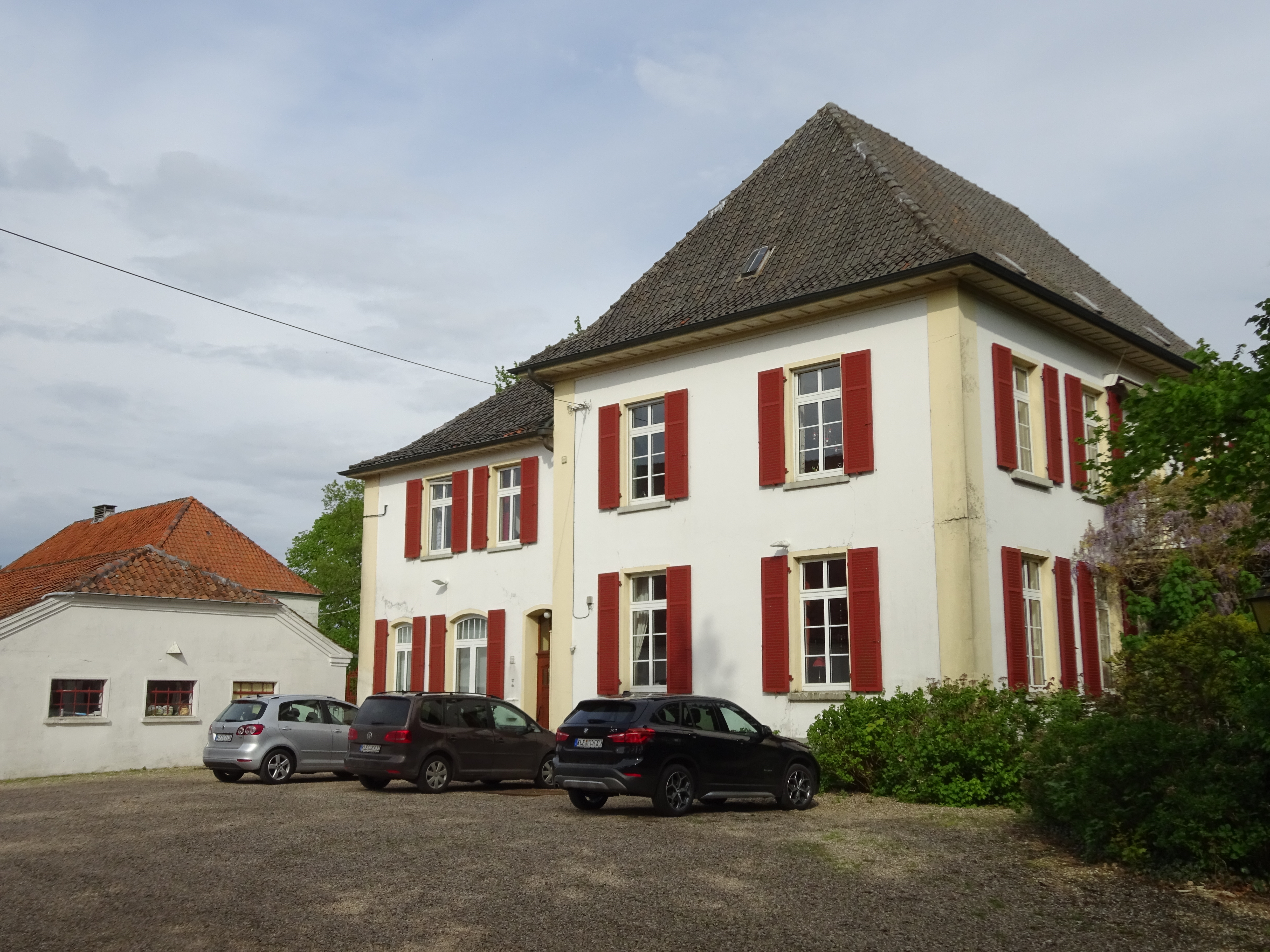
Hof, Reeserward 7
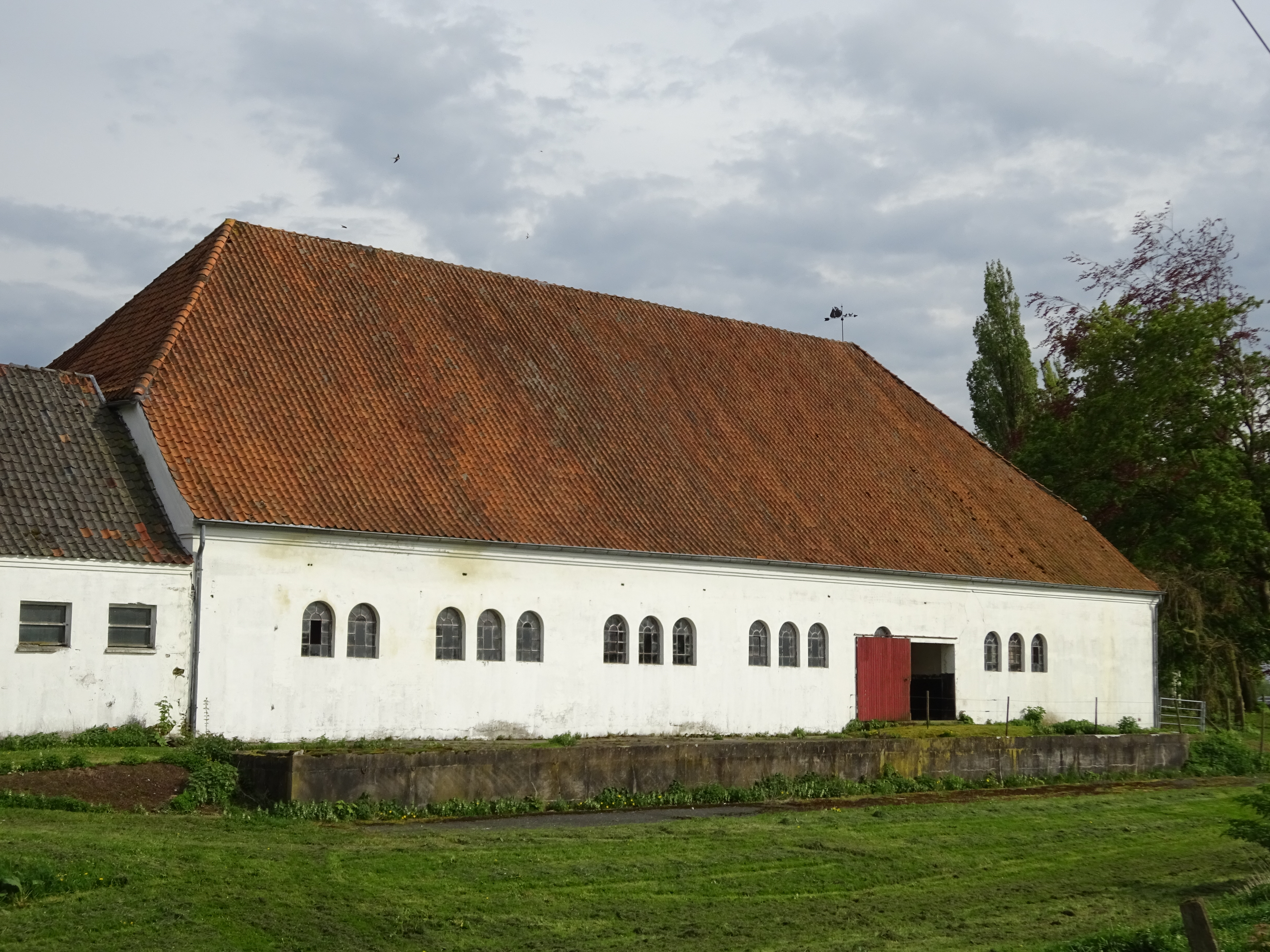
Scheune, Reeserward 7